# 11 Pułk Łączności Marynarki Wojennej
11 Pułk Łączności Marynarki Wojennej im. płk. Kazimierza Pruszkowskiego (11 pł MW) – oddział Wojsk Łączności Marynarki Wojennej.

## Historia pułku
Historia 11 pułku łączności sięga 1946 roku, kiedy 46 kompanię łączności rozbudowano w 32 batalion łączności Marynarki Wojennej w Gdyni. W 1952 roku został on przemianowany na 51 batalion łączności Marynarki Wojennej. 
Na bazie tej jednostki wojskowej w 1970 roku powstał 11 Pułk Łączności Marynarki Wojennej w Wejherowie, gdzie stacjonował do końca 2007 roku. 19 listopada 1994 roku otrzymał sztandar nowego wzoru oraz imię pułkownika Kazimierza Pruszkowskiego, podczas kampanii wrześniowej dowódcy Oddziału Wydzielonego "Wejherowo" i 1 Morskiego pułku strzelców. Święto pułku przypadało na dzień 20 listopada.
11 pułk łączności był odpowiedzialny za zapewnienie łączności na rzecz całej Marynarki Wojennej. W jego skład wchodził m.in. Węzeł Łączności w Gdyni (od 2000 roku), a od 2006 roku także 7 Rejon Obserwacji i Łączności w Helu oraz 8 Rejon Obserwacji i Łączności w Świnoujściu.
Na podstawie rozkazu Dowódcy Marynarki Wojennej Nr Pf-40/Org./Nl z dnia 9 maja 2007 roku 11 pułk łączności Marynarki Wojennej z dniem 31 grudnia 2007 roku został rozformowany.
Na bazie rozformowanego 11 pułku łączności w Wejherowie oraz Punktów Łączności i Obserwacji od 1 stycznia 2008 r. funkcjonuje Centrum Wsparcia Teleinformatycznego i Dowodzenia Marynarki Wojennej.
Decyzją nr 594/MON Ministra Obrony Narodowej z dnia 18 grudnia 2007 roku Centrum Wsparcia Teleinformatycznego i Dowodzenia Marynarki Wojennej do dnia 31 grudnia 2008 roku czasowo używało sztandar rozformowanego 11 pułku łączności Marynarki Wojennej.

## Dowódcy pułku
- kmdr Marian Moneta (do 1983)
- kmdr Janusz Brzezicki (1983 – 1993)
- kmdr Waldemar Kornatowski (1993 – 1998)
- kmdr dypl. Marian Wilk (1998 – 29 stycznia 2007)
- kmdr Waldemar Kornatowski (ponownie)
- kmdr por. Włodzimierz Kluczek (cz.p.o. od 31 stycznia 2007 ?)

## Struktura do 1998 roku
- dowództwo,
- sztab,
- szefowie służb,
- służby techniczne,
- kwatermistrzostwo,
- batalion łączności / dowodzenia,
- kompania radioliniowa,
- kompania łączności dalekosiężnej,
- kompania remontowa,
- kompania zaopatrzenia,
- wojskowa stacja pocztowa,
- poligon szkolny.